# 井下英二
井下 英二（いのした えいじ、1955年7月30日 - ）は、日本の予防医療・歯科の学者、教育者、歯科医師。大阪大学歯学部卒、同大学博士号取得。梅花女子大学大学院特任教授、大阪大学非常勤講師。現在は大阪府茨木市在住。妻の法子とは歯学部の元同期であり、二人の間に一男二女がいる。

## 生い立ち
山口県岩国市にて、父親で当時東洋紡績勤務の化学者だった景信と恵美子の間の次男として生まれる。転勤族の父の都合で転校を繰り返し、誰とでも仲良くなれる愛想のよい子供だった。また野球少年で幼少から野球に没頭。大阪府高槻市に居を構えたところで高槻中学・高校へ進学。野球と勉強に明け暮れる男子校時代を過ごす。その後大阪大学歯学部へ現役合格。

## 主なキャリア
大阪大学を卒業し、歯科医師免許を取得後は同大学の研究室で研究助手に就任。その間あらゆる論文を執筆し、新種の口腔菌の発見とその抗生剤の開発についての論文が日米の学会で賞を取り、論文博士となる。
1992年度より歯科医師から滋賀県庁職員に転身し、以後約30年間健康福祉活動に従事。県より活動の功績が認められ、2012年に日本初の歯科医師で保健所長となる（通常は医師のみ）。以後滋賀県内のあらゆる市の保健所長を歴任。2016年には衛生科学センター所長、2018年には滋賀県技官に就任。同年、東京大学と厚生省の統計から、約30年にも及ぶ彼の健康福祉活動により滋賀県男性の健康寿命が日本一になったというデータが算出され、日本政府より表彰を受ける。英二の行った健康福祉活動とは主に、滋賀県内の各市町村および全国の健康福祉センターにて「禁煙・運動・歯磨き・健康な食生活」を保健士や市民たちに直接指導をすることなどである。
2021年3月末で滋賀県庁および高島市保健所長としての任期を終え、定年退職。同年4月より大阪梅花女子大学大学院の特任教授に就任し、また全国各地にある大学・衛生士学校の非常勤講師も兼任。現在は長年の夢であった「健康福祉の後任のリーダー達を育成すること」に専念している。

## 論文
ヒトだ液に存在する受容体特異性の異なるフコース転移酵素について  [in Japanese] https://cir.nii.ac.jp/crid/1390001205004863488
滋賀県の学校歯科保健の状況 特に「CO」「GO」の状況について https://ci.nii.ac.jp/naid/50000983780#cit
フッ化物配合歯磨剤はチタン製インプラント利用者のインプラント周囲炎のリスクとなるか：文献レビュー  [in Japanese] https://cir.nii.ac.jp/crid/1390001205002847232

## 参考記事
- 日本政府ウェブサイト「男性の平均寿命が全国1位! 滋賀県の長寿の秘けつ」[1]
- 大阪教育大学特講[2]
- 福島民友新聞「たばこの健康影響解説　福島医学会、福島医大でシンポ」[3]

1. ↑  “男性の平均寿命が全国1位！ 滋賀県の長寿の秘けつ”. (2018年9月5日)
2. ↑  “滋賀県口腔保健支援センター長が予防歯科を語る”. (2015年7月20日)
3. ↑  “たばこの健康影響解説　福島医学会、福島医大でシンポ”. (2018年11月26日)